# Nerf alvéolaire supérieur
Le nerf alvéolaire supérieur est une branche du nerf maxillaire (V2), lui-même issu d'une des trois branches du nerf trijumeau (V) qui est le nerf sensitif de la face.
Il se détache du nerf infra-orbitaire dans le canal infra-orbitaire. Il innerve le bloc incisivo-canin et parfois les prémolaires (lorsque le nerf alvéolaire postéro-moyen n'est pas présent : celui-ci étant inconstant).